# Donació d'òrgans
La donació d'òrgans és el procés en què es permet a una persona extreure-li un òrgan i trasplantar-lo a una altra persona, legalment, ja sigui per consentiment mentre el donant és viu o mort amb el consentiment dels familiars. En alguns països, com Espanya, no cal el consentiment dels familiars, ja que qualsevol persona, ja morta i si no s'indica el contrari, és un possible donant.
La donació pot ser per a la investigació o, més habitualment, es poden donar òrgans i teixits trasplantables sans per ser trasplantats a una altra persona.
Els trasplantaments habituals inclouen ronyons, cor, fetge, pàncrees, intestí, pulmons, ossos, medul·la òssia, pell i còrnia. Alguns òrgans i teixits poden ser donats per donants vius, com ara un ronyó o part del fetge, part del pàncrees, part dels pulmons o part dels intestins, però la majoria de les donacions es produeixen després de la mort del donant.

Taxa de donant d'òrgans per milió per país

L'any 2019, Espanya va tenir la taxa de donants més alta del món amb un 46,91 per milió de persones, seguida dels Estats Units (36,88 per milió), Croàcia (34,63 per milió), Portugal (33,8 per milió), i França (33,25 per milió).